# Apparitions mariales de Lipa
Les Apparitions mariales de Lipa désignent les apparitions mariales de la Vierge Marie telles qu'elles auraient eu lieu à Lipa, ville des Philippines, à 19 reprises au cours de l'année 1948 à une jeune postulante carmélite, Teresita Castillo.
Dès les premières années, ces évènements font l'objet de débats : elles sont rejetées officiellement par l'Église catholique en 1951 après l'étude par une commission d'experts, mais le dossier est rouvert par l'évêque de Lipa dans les années 1990 et il autorise à nouveau la dévotion à Notre-Dame de Lipa. En 2005, une nouvelle commission reprend l'étude des « apparitions de la Vierge » à la demande de l'évêque du lieu. Cette enquête se conclut le 12 septembre 2015 par la publication d'un décret signé de Mgr Ramón Cabrera Argüelles (évêque de Lipa) qui déclare comme « authentiques les manifestations » survenues dans le Carmel de Lipa. Mais le 1er décembre 2015 la Congrégation pour la doctrine de la foi rédige un décret (publié le 31 mai 2016) déclarant que « les apparitions de la Vierge à Lipa ne sont pas authentiques ». En conséquence de quoi, la congrégation vaticane annule toutes les décisions antérieures de Mgr Argüelles.
Un sanctuaire est construit dans les années 1950 près du lieu des apparitions.
Si toute dévotion envers « la Vierge de Lipa » était totalement interdite de 1951 jusqu'en 1990, à partir de cette date, la statue est ré-exposée à la vénération des fidèles et un pèlerinage se met en place et se développe. En 2005, le 12 septembre (en référence à la date des apparitions) est déclaré « journée de pèlerinage national » par l'archevêque Ramon Arguelles. En 2007, la présidente du pays, Corazon Aquino déclare cette même date Jour national de la Prière pour la Paix et la Réconciliation. En janvier 2015, le pape François se recueille devant une image de Notre-Dame de Lipa.
Le sanctuaire de Notre-Dame de Lipa est aujourd'hui l'un des plus fréquentés des Philippines.

## Historique des apparitions

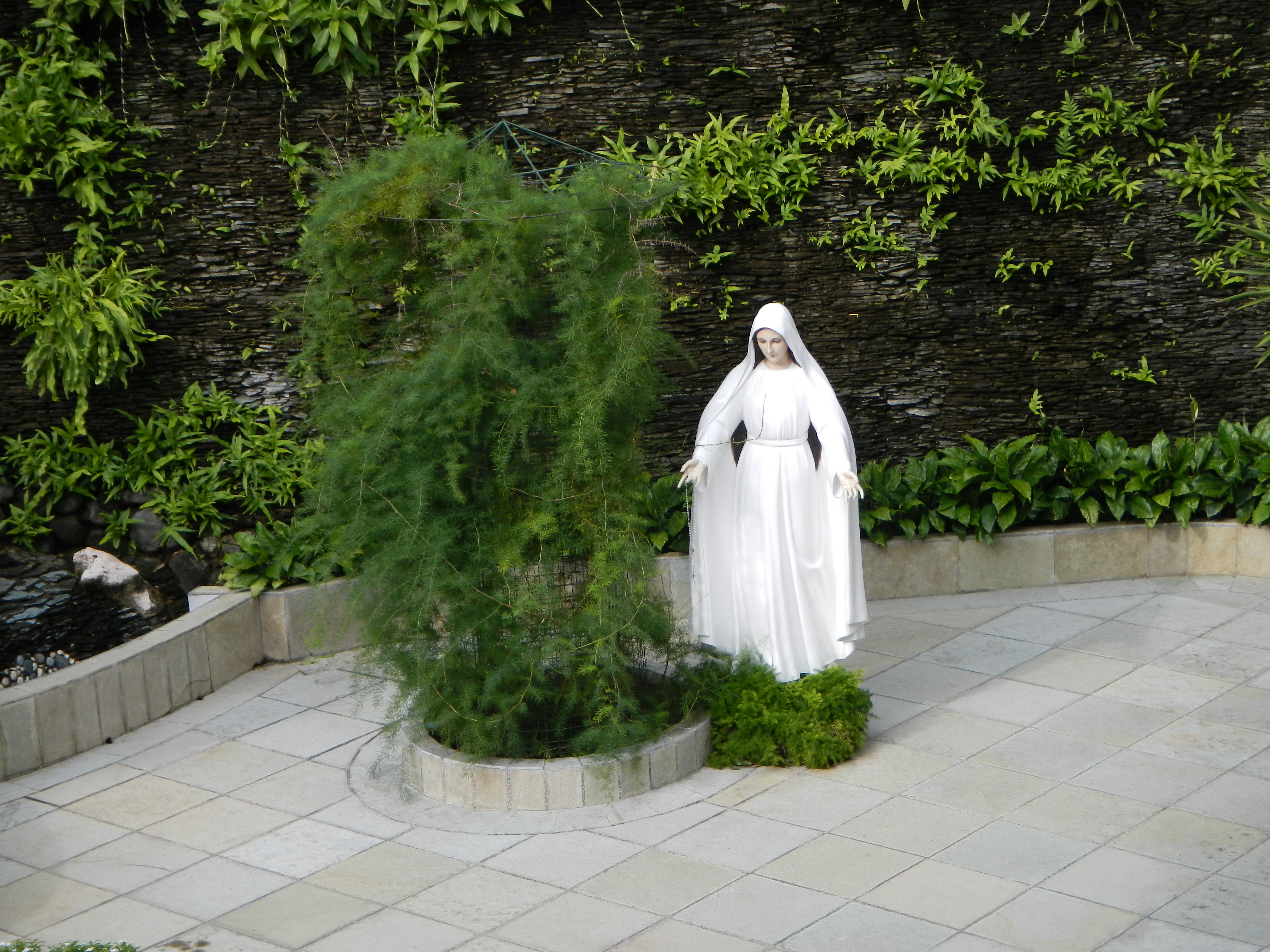
Le jardin du Carmel de Lupa où auraient eu lieu les apparitions.

### Oppression diabolique
Quelques semaines après son entrée au carmel de Lipa, le soir du 31 juillet 1948, Satan serait apparu à Sœur Teresina dans sa cellule. Il aurait tenté de l'expulser du couvent. Elle a indiqué avoir rejeté cette créature entourée de feu, comme elle l'a écrit dans ses souvenirs, « malgré la persévérance de l'assaillant ».

### Première manifestation: 12 septembre 1948
Le dimanche 12 septembre 1948, en fin de journée, Teresita Castillo, jeune postulante chez les carmélites de Lipa, se détend par une brève promenade dans le jardin du couvent. Soudainement, l'un des buissons se met en mouvement et elle entend une voix qui lui aurait dit : « N’aie pas peur, ma fille. Embrasse le sol et mange un peu d'herbe. Ce que je vais te dire, tu devras le faire pendant quinze jours consécutifs. Tu viendras me rendre visite ici. »,.

### Premières apparitions
13 septembre
Le lendemain, à la même heure, Sœur Teresita s'agenouille et se recueille. L'arbuste de la veille se remet en mouvement, et la Vierge Marie lui serait apparue. Selon la description de la jeune postulante, elle voit « une belle dame, souriante, les mains jointes, portant un chapelet doré dans la main droite, une robe blanche, une ceinture étroite ; ses pieds nus sont posés sur un petit nuage à 50 cm du sol. »,.
La Vierge lui aurait fait part de son souhait qu'elle soit fidèle et revienne en ce même lieu durant 15 jours. Lorsque Sœur Teresita demande l'identité de l'apparition, celle-ci lui aurait répondu : « Je suis ta Mère, ma petite. ».
14 septembre
Le 14 septembre 1948, Teresita indique que la Vierge l'attendait au même endroit, les bras ouverts. Elle lui aurait demandé que le lieu soit béni dès le lendemain. La jeune religieuse a alors mis tout en œuvre pour réaliser cette demande.
15 septembre
En effet, le lendemain, l’évêque auxiliaire de Lipa, Mgr Alfredo Obviar, et l'aumônier du Carmel, bénissent les lieux. Teresita voit la Vierge les bras ouverts. Elle lui aurait redit d'embrasser la terre et de manger un peu d'herbe. Durant cette apparition, la Vierge Marie aurait transmis un message pour les religieuses de la communauté de Sœur Teresita : « Mes filles, je vous demande de croire en moi, et de garder ce message comme un secret entre vous. Aimez-vous les unes les autres comme de vraies sœurs. Venez souvent me rendre visite. Faites de ce lieu un endroit sacré et respecté. Cueillez les pétales. Je vous bénis toutes ». Après cette apparition, toutes les personnes présentes sur les lieux rapportent avoir constaté une « pluie de pétales de roses ».

### Apparition du 26 septembre 1948
Le dimanche 26 septembre 1948 est le dernier des 15 jours demandés par la Vierge à Sr Teresita. Ce jour-là, l'apparition lui aurait dit : « N'oubliez pas que mon Fils est le Chemin, la Vérité et la Vie ». Elle aurait également rappelé à la jeune postulante le fruit des vertus que sont l'humilité et l'obéissance, un rappel particulièrement adressé pour elle et ses sœurs carmélites. La Vierge aurait demandé que chacune des sœurs du carmel de Lipa se consacre à elle le 7 octobre 1948, jour de la fête de Notre Dame du Rosaire, selon la consécration de saint Louis-Marie Grignion de Montfort.
Ce jour-ci, l'apparition se présente comme Marie, Médiatrice de toute grâce.
Au cours des apparitions, la Vierge demande à la jeune religieuse : d'installer une statue en son honneur, de réciter régulièrement le chapelet, de pratiquer la pénitence, de cultiver l'humilité et la simplicité et de prier en particulier pour les prêtres et le pape.

### Apparition du 12 novembre 1948
La dernière apparition aurait eu lieu le 12 novembre. C'est au cours de cette apparition que la dame aurait indiqué son nom « la médiatrice de toutes grâces ». Cette apparition aurait donné lieu à une pluie de pétales de roses, et la Vierge serait apparue avec Jésus et d'autres saints.
Cette apparition clôt un cycle de 19 apparitions déclarées par la religieuse.

### Pluies de roses

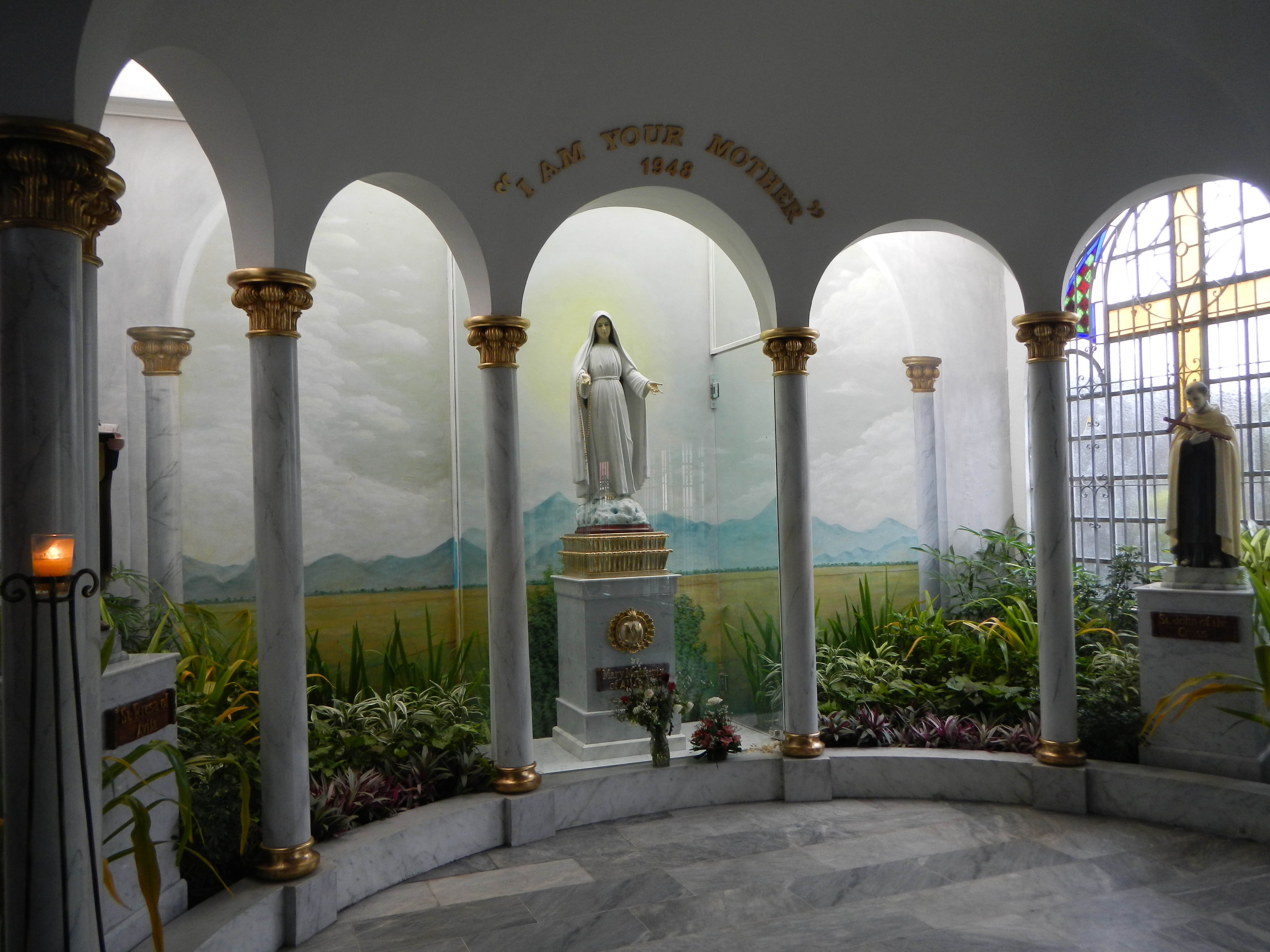
Chapelle du couvent des carmélites de Lipa, près du lieu des apparitions.

Une autre« pluie de pétale de roses » se serait produite le 3 octobre 1948.
Quelques jours après la dernière apparition, des pluies de roses commencent à se produire à l'extérieur de la clôture du couvent. Des centaines, puis des milliers de personnes, affluent alors près du carmel de Lipa pour assister à ce phénomène.
À la suite de ces évènements, auxquels il donne un jugement négatif, l'évêque de Lipa, Mgr Alfredo Verzosa, interdit la vénération publique de la statue de Notre-Dame de Lipa. Le 19 novembre 1948, il se précipite au Carmel pour arrêter la poursuite de ces manifestations et stopper les foules de pèlerins qui affluent. Mais c'est une pluie de roses qui l'accueille à son tour. Bouleversé par ce phénomène, Mgr Verzosa revient sur sa décision temporaire et approuve la vénération de la statue de Notre-Dame de Lipa.
Les mois suivants la fin des apparitions, nombre de pèlerins affluent plus encore, venus assister aux pluies de roses qui ne s'arrêtent pas non plus. Ces phénomènes feront la une des quotidiens nationaux et internationaux durant un certain temps. Le 11 novembre 1949, Corazon Aquino, future présidente des Philippines, se rend en pèlerinage au Carmel de Lipa et assistera à son tour à une pluie de roses.
De nombreuses guérisons dites miraculeuses et autres évènements miraculeux, en rapport avec les pétales de roses, ont été rapportés à la commission d'enquête sur l'authentification des évènements.

## Message spirituel
La voyante a déclaré que « la Vierge » aurait insisté sur le besoin de « l'humilité, la pénitence, les prières pour le clergé et le pape, ainsi que de réciter le chapelet ». Teresita a également indiqué qu'elle aurait reçu (de Marie) plusieurs « secrets » : un pour elle-même, un autre pour le couvent du Carmel de Lipa, un pour la Chine et un dernier pour le monde entier.
Le terme de « Marie Médiatrice » et surtout de Médiatrice « de toutes grâces », qu'aurait utilisé la Vierge lors des apparitions, est sujet à une controverse théologique dans l’Église catholique, avec des partisans et des défenseurs ce cette « vision théologique du salut » et de la grâce divine, déjà évoquée par les papes Pie X et Pie XII.

## Controverses sur les apparitions

### Controverse sur la reconnaissance
Un rapport des évènements est transmis à Mgr Verzosa, évêque de Lipa, le 6 décembre 1948. Celui-ci approuve la vénération de « Notre-Dame médiatrice de toutes grâces ». Néanmoins, une commission d'enquête est formée, dans le but de donner un jugement sur ces « prétendues apparitions ».
Le 11 avril 1951, six évêques philippins signent une déclaration qui considère le caractère « non supra-naturel » des évènements de Lipa,. Le clergé philippin ordonne la destruction de tous les documents et objets en liens avec cette « prétendue apparition ». La carmélite Teresita quitte le couvent, l'évêque et Mère Prieure du Carmel sont déchargés de leur fonction. La statue de la Vierge réalisée sur les indications de la « voyante » est néanmoins préservée de la destruction par les carmélites du couvent,.
Quelques décennies plus tard, l'un de ces évêques retire son jugement négatif, et les pèlerinages reprennent à partir de 1990. Mgr Cabrera Argüelles, rouvre officiellement le dossier des apparitions en 2005,.
En 2005, Mgr Ramón Cabrera Argüelles, évêque de Lipa, autorise la dévotion de la Vierge médiatrice dans toutes les paroisses du diocèse. MgrArguelle crée une nouvelle commission chargée d'examiner le dossier en 2009. Le 12 septembre 2015, il publie un décret qui reconnaît comme authentiques les manifestations : « Les événements et apparitions de 1948, aussi connus comme le phénomène marial de Lipa, et leurs conséquences, même dans les temps récents présentent réellement un caractère surnaturel et sont dignes de foi ». Notre-Dame de Lipa est à cette date, la 17e apparition mariale officiellement reconnue par l'Église catholique,,.
Dans ce décret datant du 11 décembre 2015, mais rendu public seulement le 31 mai 2016, la Congrégation pour la doctrine de la foi estime que les apparitions de la Vierge à Lipa « ne sont pas authentiques ». Rappelant que le pape Pie XII avait déjà rendu une décision « définitive » sur ce sujet en 1951 en déclarant que « le phénomène de Lipa n’était pas d’origine surnaturelle ». En conséquence, le Vatican exige la dissolution « immédiate » de toute commission étudiant encore la question. Mgr Argüelles a indiqué qu’il ne ferait pas appel de ce jugement,.
Le cas de ces « apparitions » considérées comme « non surnaturelles » par le Vatican, mais dont la « dévotion privée reste autorisée » est déjà un cas assez singulier d'après Michael O'Neill, mais que le Vatican annule la décision d'un évêque local, et que l'évêque annule la décision du Vatican, est d'après Mr O'Neill « tout à fait unique dans l'histoire ».

### Controverse théologique
sur le terme de Marie Médiatrice
Un des points soulevés dans la controverse sur les apparitions, au niveau théologique, est le titre de « Marie Médiatrice de toutes grâces », que la Vierge Marie aurait utilisé. Si ce titre a déjà été utilisé par saint Louis-Marie Grignion de Montfort et saint Alphonse de Liguori, il est néanmoins vivement débattu dans l’Église car « il semble mettre en question la médiation unique du Christ ». Le titre de « Marie Médiatrice » se retrouve également dans la constitution dogmatique Lumen gentium de 1965. Mais le texte de Lumen gentium ne précise pas « de toutes Grâces ». Cependant le père William G. Most rappelle que Pie X avait déclaré que « Marie était la dispensatrice de tous les dons, et qu'elle était le cou reliant la tête du corps mystique aux membres. Mais tout le pouvoir coule à travers le cou ». À sa suite, Pie XII avait déclaré « Son royaume est aussi vaste que celui de son Fils et de son Dieu, puisque rien n’est exclu de son empire ». Le père Most ajoute que « beaucoup d’autres textes parlent de différentes manières de Marie, médiatrice de toutes les grâces, si souvent que cet enseignement est devenu infaillible ». 
En 2010, l'évêque de Lipa propose à Rome que l’Église définisse « Marie Médiatrice » comme cinquième dogme marial. En 2015, Mgr Argüelles publie un décret de quatre pages, dans lequel il reconnaît les apparitions comme « dignes de foi » et encourage à invoquer la Vierge Marie sous le titre de « médiatrice de toutes grâces ».
C’est précisément ce décret que la Congrégation pour la doctrine de la foi déclaré « nul et vide », car la déclaration de nullité publiée en 1951 était une décision confirmée par le pape Pie XII et donc définitive.
sur les apparitions
Michael O'Neil indique également (sans en être certain) d'autres points qui pourraient freiner une reconnaissance des apparitions par le Vatican comme :
- que la première « expérience mystique » de Sœur Teresita soit une rencontre avec le diable. Se pose alors la question de savoir si les apparitions ultérieures ne seraient pas « le diable déguisé en apparition mariale ») ?
- les pluies de pétales de rose, ou les déclarations de plusieurs enfants disant qu'ils « ont vu la statue prendre vie »

Ces phénomènes mystiques complexes et imbriqués ouvrent la problématique (d'après O'Neil) de savoir s'il faut « reconnaitre tout l'ensemble des phénomènes » ou s'il est possible de ne reconnaitre que les apparitions. Problématique qu'O'Neil résume en « Comment faire le tri entre ce qui est vrai et ce qui pourrait n'être qu'un canular ? »

## Vénération

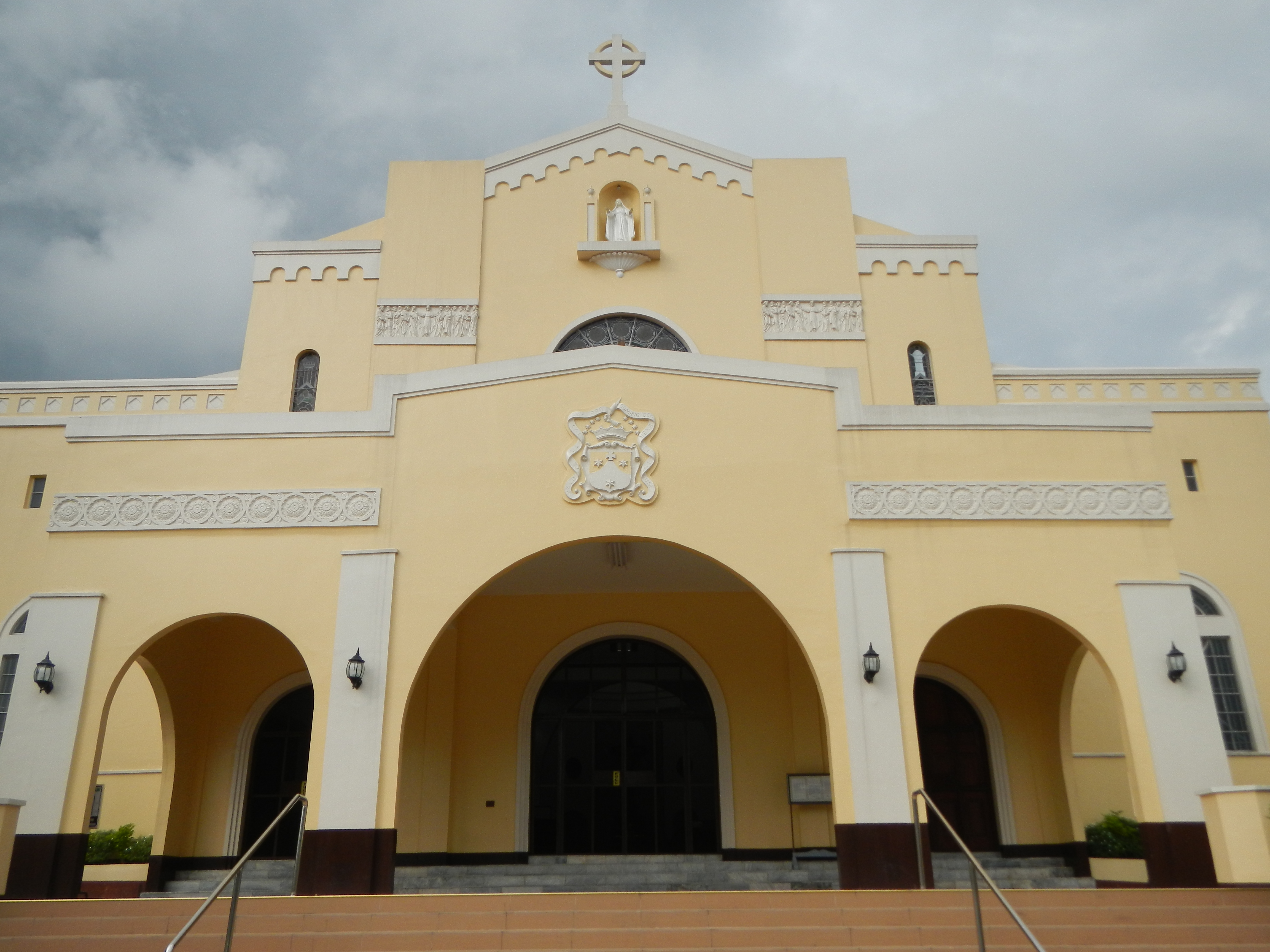
Sanctuaire Marie Médiatrice de Lipa

Un sanctuaire est construit dans les années 1950 près du lieu des apparitions.
Si toute dévotion envers « la Vierge de Lipa » était totalement interdite de 1951 jusqu'en 1990, à partir de cette date, la statue est ré-exposée à la vénération des fidèles et un pèlerinage se met en place et se développe. 
En 2005, le 12 septembre (en référence à la date des apparitions) est déclaré « journée de pèlerinage national » par l'archevêque Ramon Arguelles. En 2007, la présidente du pays, Corazon Aquino déclare cette même date Jour national de la Prière pour la Paix et la Réconciliation. En janvier 2015, le pape François se recueille devant une statue de Notre-Dame de Lipa.
Le sanctuaire de Notre-Dame de Lipa est aujourd'hui l'un des plus fréquentés des Philippines.
Différentes personnes continuent de témoigner de « guérisons miraculeuses » obtenues dans ce sanctuaire.